# 侯世奎
侯世奎（1911年—1976年1月24日），中国人民解放军开国少将。甘肃省临夏县红台乡侯家沟人。
13岁起在兰州阿干煤矿井下背煤。1929年春，为栖身糊口参加了冯玉祥国民军第十五师。1931年参加宁都起义，任红五军团第13军第38师某团重机枪排班长。1932年加入中国共产党。1933年6月，在红军大学指挥科第三期学习8个月。历任红五军团13师38团排长，39团连长，39团代理营长，红五军团第34师第100团任营长。1934年11月长征途中的湘江阻击战，红34师完成后卫阻击战后，在敌重兵围困中被迫东返突围，留下红100团牵制掩护。红100团团长韩伟带领余部30多人进入到兴安县漠川乡协兴村，被漠川乡的保安团打散，仅余团长韩伟与营长侯世奎，二人得到了协兴村群众相救。化装逃出兴安县后，侯世奎被捕关入监狱，直至第二次国共合作之后获释。
1938年3月到达西安八路军办事处。进入延安抗大学习，通过了党组织对他的历史审查。
1949年底，回到家乡任甘肃军区参谋长。1952年，侯世奎调任西北军区干部文化学校校长。1955年，授予中国人民解放军少将。1961年1月任中国人民解放军甘肃军区副司令员。1966年离休。